# Глухой ретрофлексный носовой согласный
Глухой ретрофлексный носовой согласный — чрезвычайно редкий согласный звук, используемый в языке Иааи и в нескольких других языках австронезийской языковой семьи.
- Место образования: переднеязычный
- Способ образования: носовой
- Тип фонации: глухой
- Пульмонический согласный

## Распространённость
| Язык   | Слово   | МФА          | Перевод | Примечание |
| ------ | ------- | ------------ | ------- | ---------- |
| Иааи   | hnrathu | \| [ɳ̊aθu] \| | ‘холод’ | См. Иааи   |
| [ɳ̊aθu] |         |              |         |            |

## Свойства
- Способ артикуляции этого звука окклюзивный, что означает, что он возникает из-за препятствования воздушному потоку в голосовом тракте. Поскольку согласный носовой, заблокированный воздушный поток проходит через нос.

- Это ретрофлексный согласный, что означает, что он является постальвеолярным, не будучи палатализированным.

- Его звучание глухое, что означает, что он воспроизводится без вибрации голосовых связок.

- Это носовой согласный звук, что означает, что воздух может выходить либо исключительно через нос (носовые остановки), либо через нос и рот.

- Это центральный согласный звук. Это означает, что он создается за счет направления воздушного потока по центру языка, а не в стороны.

- У него легочный механизм воздушного подъема, что означает, что он произносится за счет подачи воздуха только через легкие и диафрагму, как и большинство звуков.